# Луиза Хенриета Оранска
Луиза Хенриета фон Насау-Оранска (на нидерландски: Louise Henriëtte van Nassau; на немски: Luise (Louise) Henriette von Nassau-Oranien; * 27 ноември / 7 декември 1627, Хага, † 18 юни 1667, Кьолн (Берлин)) е графиня от Насау и чрез женитба курфюрстиня на Бранденбург (1646 – 1667) и херцогиня на Прусия (1646 – 1667).

## Произход и брак
Тя е дъщеря на Фридрих Хайнрих (1584 – 1647), граф на Насау и щатхалтер на Нидерландската република, и Амалия фон Золмс-Браунфелс (1602 – 1675).
Луиза Хенриета се омъжва на 7 декември 1646 г. в Хага за Фридрих Вилхелм фон Бранденбург (1620 – 1688) от династията Хоенцолерн, маркграф на Бранденбург, курфюрст на Свещената Римска империя и херцог на Прусия, наричан Великия курфюрст.
- Луиза Хенриета фон Насау, (1643)
- Курфюрст Фридрих Вилхелм с Луиза Хенриета (1647)
- Статуя на Луиза Хенриета в Ораниенбург

## Деца
- Вилхелм Хайнрих (* 21 май 1648, † 24 октомври 1649)
- Карл Емил (* 16 февруари 1655, † 7 декември 1674), принц на Бранденбург
- Фридрих III/I (* 11 юли 16571657, † 25 февруари 1713), курфюрст на Бранденбург, първият крал на Прусия (1701 – 1713)
- Амалия (* 19 ноември 1664, † 1 февруари 1665)
- Хайнрих (* 19 ноември 1664, † 26 ноември 1664)
- Лудвиг, принц на Бранденбург (* 8 юли 1666, † 8 април 1687)